# Athalia Schwartz
Athalia Schwartz (Athalia Theophilia Schwartz) (født 22. Februar 1821 i København, døde 2. november 1871) var en dansk forfatter, journalist, debattør og pædagog. Hun var datter af Claus Conrad Schwartz (1796-1879) og hans hustru Karen Rasmine Baggesen (1796-1863). Parret havde en søn og fire døtre, ud over at Athalia Schwartz og alle børnene gik i skole og uddannede sig selv, som i den tid var usædvanligt.
Athalia Schwartz gik på Frk. Lindes Institut, dengang Københavns bedste pigeskole. Da faren fik en stilling som branddirektør i Hjørring i 1836 og senere i Aalborg, fulgte hun med sammen med forældrene, men vendte tilbage til København i 1848 . Hun tog eksamen som institutsleder og oprettede en skole i 1849. Resten af livet delte hun mellem forfattervirksomhed og privatundervisning.
Hun har udgivet flere bøger af forskellig karakter, blandt andre kan nævnes Haandbog i Underviisningskunsten for unge Lærere og Lærerinder fra 1850, og skuespillet Ruth , der blev antaget af Det Kongelige Teater og opført med Johanne Luise Heiberg i hovedrollen og flere novellesamlinger. Hun foldede sig ud i nutidens debatter, både når det kom til kvindesager og skole. Hun blev ansat som teateranmelder ved Berlingske Tidende og var en fast skribent i flere af Meïr Aron Goldschmidts magasiner.
I 1866 modtog Schwartz det Anckerske Legat, og beløbet brugte hun til studierejser i England, Nederlandene og Belgien for at undersøge forholdene som prostituerede levet under, og hvad regeringen gjorde for at hjælpe dem. Godt hjemme igen, udgav hun Om Stiftelserne til Sædelighedens Fremme i 1867; en kritisk analyse af de forholdene hun havde observeret.